# 节肢蕨
节肢蕨（学名：Arthromeris lehmannii）为水龙骨科节肢蕨属下的一个种。